# Соболь Олександр Іванович
Олександр Іванович Соболь (нар. 19 січня 1968, Іллічівськ, УРСР) — радянський та український футболіст, захисник.

## Кар'єра гравця
У вищій лізі чемпіонату України дебютував 5 квітня 1992 року в складі запорізького «Торпедо» в грі проти «Темпа». Всього в команді автозаводців зіграв 23 матчі. У 1994 році перейшов до кіровоградської команду «Зірка-НІБАС». З цим колективом за два сезони пройшов шлях з другої ліги до вищої, де разом з кіровоградцями провів наступні п'ять років. 
У 2000 році, коли «Зірка» знизилася в класі, перейшов до «Поліграфтехніки». В Олександрії в першому ж сезоні знову зміг завоювати місце в вищому дивізіоні. «Поліграфтехніка» стала третьою командою Соболя у вищій лізі. У футболці олександрійців він дебютував у виїзному матчі першого туру першої ліги чемпіонату України проти ФК «Львова», який завершився поразкою «Поліграфтехніки», а на 59-й хвилині матчу Соболь був замінений на Сергія Потапова. Свій перший м'яч у футболці олександрійців забив у домашньому матчі 3 туру першої ліги чемпіонату України проти сумського «Спартака». У тому поєдинку Олександр вийшов на поле на 85-й хвилині матчу замість Сергія Чуйенка, а вже на 86-й хвилині матчу відзначився голом, і встановив, таким чином, остаточний рахунок — 2:0 на користь олександрійців. Загалом у футболці «Поліграфтехніки» зіграв 50 матчів та відзначився 2 голами, ще 4 поєдинки у футболці олександрійської команди Соболь зіграв у кубку України. 
Загалом у вищому дивізіоні гравець провів 166 матчів.
Завершив ігрову кар'єру у 2002 році в першоліговому «Миколаєві».

## Досягнення
- Перша ліга чемпіонату України
  -  Чемпіон (1): 1994/95
  -  Бронзовий призер (1): 2000/01

- Друга ліга чемпіонату України
  -  Бронзовий призер (1): 1993/94

## Сім'я
Син Едуард - футболіст.